# Jeanne Saint-Bonnet
Pour les articles homonymes, voir Saint-Bonnet (homonymie).
Jeanne Saint-Bonnet (née Marie Jeanne Maurice Bianco le 14 janvier 1889 à Lyon et morte le 21 mars 1984 à Neuilly-sur-Seine) est une actrice de théâtre et de cinéma et chanteuse d'opérette française.

## Biographie
Jeanne Saint-Bonnet est élève au Conservatoire de Lyon.
En 1922, sa carrière théâtrale éclate avec le rôle d'Eva dans la comédie musicale Ta bouche d'Yves Mirande, Albert Willemetz et Maurice Yvain au théâtre Daunou avec Victor Boucher, Guyon fils, Ferdinand Gabin et Jeanne Cheirel.
En 1923, elle est membre de la compagnie de Max Dearly.
Elle épouse le comédien Max Dearly le 3 août 1925 à Châteauneuf-Villevieille (Alpes-Maritimes).
En 1925, elle tient le rôle de Lotte dans l'opérette Trois jeunes filles nues  de Raoul Moretti, Yves Mirande et Albert Willemetz. Avec plus de 410 représentations, c'est un succès. Puis elle joue celui de Ketty en 1926 dans Passionnément !, opérette en 3 actes  d'André Messager, Maurice Hennequin et Albert Willemetz au théâtre de la Michodière. Elle triomphe en 1931  dans  La Vie parisienne, opéra bouffe en quatre actes d'Henri Meilhac et Ludovic Halévy, musique de Jacques Offenbach au théâtre Mogador avec plus de 250 représentations.
Elle disparaît, ensuite, progressivement, avec quelques seconds rôles, et un dernier film en 1931. Elle se consacre alors essentiellement au théâtre parlé.
Elle repose à Paris au cimetière du Montparnasse (27e division) aux côtés de son époux.

## Filmographie partielle
- 1911 : Le Suicide de Bébé de Louis Feuillade
- 1913 : Bout de Zan et le Crocodile de Louis Feuillade
- 1921 : Le Crime du Bouif d'Henri Pouctal[6].
- 1924 : Feu Mathias Pascal de Marcel L'Herbier
- 1931 : Azaïs de René Hervil

## Théâtre
- 1921 : Mon bébé de Maurice Hennequin, avec Max Dearly, Théâtre des Nouveautés[7].
- 1921 : La petite Bohème au théâtre Mogador
- 1922 : Ta bouche, opérette, musique de Maurice Yvain, lyrics d'Albert Willemetz, livret d'Yves Mirande, mise en scène d'Edmond Roze (Théâtre Daunou)
- 1923 : J'ai une idée, comédie burlesque en trois actes, d'après Tons of Money, de Will Evans et Valentine, mise en scène de Max Dearly, au théâtre Marigny[8].
- 1924 : Mon bébé de Maurice Hennequin, avec Max Dearly,  reprise au Nouvel-Ambigu[9].
- 1926 : Potash et Perlmutter, comédie bouffe en 3 actes, de  Montague Glass (en) et Charles Klein (en), adaptée de l'anglais par John N. Raphaël, reprise au Théâtre de Paris, mise en scène de Max Dearly[10],[11].
- 1932 : Mon bébé de Maurice Hennequin, avec Max Dearly, reprise au théâtre Sarah Bernardt[12].

## Opérettes et comédies musicales
- 1919 : La Folle escapade, opérette en 3 actes d'Octave Crémieux, livret de Maurice de Marsan et Régis Gignoux au théâtre des variétés[13].
- 1920 : The Quaker Girl (en) de Lionel Monckton au Ba-Ta-Clan[14].
- 1921 : Princesse Lilly au théâtre des variétés[15].
- 1922 : Ta bouche, comédie musicale de Maurice Yvain Yves Mirande et Albert Willemetz, au théâtre Daunou.
- 1925 : Chonchette de Robert de Flers et Gaston Arman de Caillavet, musique de Claude Terrasse avec Max Dearly au Théâtre des Champs-Élysées[16].
- 1925 : reprise de Ta bouche au théâtre Daunou
- 1925 : Elle ou moi, opérette de Jean Bastia d'après une nouvelle de Mark Twain, musique Albert Chantrier, avec Harry Baur au théâtre Daunou[17].
- 1925 :  Trois jeunes filles nues, opérette de Raoul Moretti, Yves Mirande et Albert Willemetz,
- 1926 : Passionnément, opérette en 3 actes de Maurice Hennequin et Albert Willemetz, musique André Messager, Théâtre de la Michodière, avec Denise Grey[18],[19].
- 1926 : Paris, revue avec Maurice Chevalier au Casino de Paris
- 1927 : Le Diable à Paris, opérette en trois actes de  Robert de Flers, Francis de Croisset et Albert Willemetz, Musique de Marcel Lattès, danses réglées par Les Dolly Sisters au théâtre Marigny[20].
- 1928 :  Pom'.Pom', opérette en 3 actes de Jean Le Seyeux, musique de Bétove au Théâtre de La Potinière[21].
- 1931 : La Vie parisienne, opéra bouffe en quatre actes d'Henri Meilhac et Ludovic Halévy, musique de Jacques Offenbach avec Max Dearly au théâtre Mogador[22].
- 1932 : Orphée aux Enfers, opéra bouffe en 3 actes d'Hector Crémieux et Ludovic Halévy, musique de Jacques Offenbach au théâtre Mogador[23].
- 1934 : Drôle d'Epoque reprise aux Folies-Wagram[24].

## Source
- Comœdia